# TVR・ビクセン
ビクセン (Vixen) は、イギリスのTVRが製造・販売していたスポーツカー。
ビクセンとは「雌ギツネ」を意味する。

## 概要
グランチュラの後継車として1967年に登場。
車体が鋼管チューブラーフレームとFRP製ボディで構成されているのはグランチュラと同様。
エンジンはグランチュラに搭載されていたMG・MGB用1.8Lエンジンに代わり、フォード製の1.6L直列4気筒OHVエンジンを搭載され、88PS・99.5PS・115PSの3種類がラインナップされた。トランスミッションは4速MT。サスペンションは前後ともダブルウィッシュボーン・コイルによる独立懸架方式を採用。
1973年の生産終了までに累計750台ほどが製造された。なお、同じシャーシとボディにフォード製3.0LV6エンジンを積んだものが「タスカンV6」、同社製4.7LV8エンジンを積んだものが「タスカンV8SE」である。

## モデルの変遷
ビクセンには4種類のモデルが存在する。モデルの変遷は以下の通り。
- S1 - 1967年に登場した初期型モデル。
- S2 - 1968年にモデルチェンジ。ホイールベースが延長され、ボディマウントがそれまでの接着式からボルト留めとなった。
- S3 - 1970年にモデルチェンジ。エンジンのパワーアップとアルミホイールの標準装備化を図った。
- S4 - 1972年にモデルチェンジ。後のMシリーズ並みの強固なフレームを採用。総生産台数が23台と全モデル中一番少ない。